# 小黑江 (李仙江)
小黑江，一条流经中国云南省绿春县南部和越南莱州省孟德县北部的国际河流，是李仙江左岸支流，上游称巴卡河，发源于中国绿春县大兴镇岔弄村委会上折东村小组西南的牛尼老白轰东，蜿蜒东南流经大兴镇倮德村、三猛乡埃洞村、勐曼村等地后转西南流，中游称勐曼河（勐漫河），至骑马坝乡东龙村以东转东南流，于平河镇东哈村委会阿尼村民小组以南左纳渣吗河后始称“小黑江”，至半坡乡二甫村委会大沙坝以东又转西南流，成为中国和越南的界河（界河段越南语又作Nậm Cúm），作为界河向西南奔流14.8千米后汇入李仙江。河长83.5千米，落差1880米，流域面积1190.5平方千米。年均径流量17.48亿立方米。流域地处哀牢山西南端余脉，峰峦叠嶂，沟壑纵横。流域中部坐落有黄连山国家级自然保护区，以保护常绿阔叶林和热带季节雨林生态系统为主，有绿春苏铁、东京龙脑香、多毛坡垒以及印支虎、白颊长臂猿等濒危物种。